# The Naked Now
"The Naked Now" es el tercer episodio de la primera temporada de la serie de televisión estadounidense de ciencia ficción Star Trek: The Next Generation; se emitió originalmente el 5 de octubre de 1987 en los Estados Unidos en redifusión. Dirigido por Paul Lynch, el episodio fue escrito por D.C. Fontana, bajo el seudónimo de "J. Michael Bingham", basado en un guion inacabado de Gene Roddenberry. Es una secuela del episodio de la serie original de Star Trek "The Naked Time" (1966), y el escritor de ese episodio, John D.F. Black, también recibió un crédito de escritura en este episodio por su papel en la idea de los orígenes de la trama.
Ambientado en el Siglo XXIV, la serie sigue las aventuras de la tripulación de la nave de la Flota Estelar de la Federación Enterprise-D. En este episodio, la tripulación de la Enterprise se infecta con una enfermedad que les hace perder las inhibiciones y comportarse de forma irresponsable, la misma aflicción que sufrió la tripulación del anterior USS Enterprise, décadas atrás. Los seguidores de la serie inicialmente criticaron los orígenes del episodio y las críticas posteriores también fueron en gran medida negativas.

## Trama
La tripulación de la Enterprise responde a los mensajes recibidos del SS Tsiolkovsky, una nave científica que monitorea el colapso de una estrella supergigante. Los mensajes sugieren que la tripulación ha estado expuesta a una rotura repentina del casco. Después de que el Enterprise asegura al Tsiolkovsky mediante un rayo tractor, un equipo visitante se acerca y encuentra a la tripulación muerta congelada en varias etapas de desnudez, incluido uno que se estaba duchando completamente vestido. El cuerpo de una mujer, congelado, cae en manos del teniente La Forge (LeVar Burton). La Dra. Crusher (Gates McFadden) ordena exámenes médicos completos del equipo visitante a su regreso y encuentra a La Forge sudando profusamente y quejándose de la temperatura. Le ordena que se quede en la enfermería, pero él se escapa mientras ella estudia los resultados de sus pruebas y se dirige a las habitaciones del hijo de Crusher, Wesley (Wil Wheaton). Sin darse cuenta de la condición de La Forge, Wesley le muestra un dispositivo de rayo tractor portátil y La Forge coloca una mano alentadora en su hombro. Mientras tanto, siguiendo una corazonada del comandante Riker (Jonathan Frakes), que había leído sobre naves estelares pasadas llamadas Enterprise que incluían un evento que involucraba una enfermedad y una ducha completamente vestida, el teniente Comandante Data (Brent Spiner) localiza un registro histórico que identifica la dolencia como similar a la encontrada por el USS Enterprise del Captain Kirk. La Forge regresa a la enfermería, donde la Dra. Crusher rápidamente se preocupa cuando se da cuenta de que la infección se transmite por contacto físico y la mayoría de la nave caen bajo la influencia de la enfermedad, con resultados mucho más sexys que en la Enterprise de Kirk. En particular, un Data "completamente funcional" participa en un encuentro sexual con la jefa de seguridad Tasha Yar (Denise Crosby). Crusher, que lucha contra los efectos de la enfermedad, descubre que el antídoto original documentado por la Enterprise de Kirk es ineficaz y comienza a idear una nueva versión del mismo. 
Ahora infectado, Wesley usa una muestra digital de la voz del Capitán Picard para alejar a los miembros clave del equipo de ingeniería de la cubierta de ingeniería. Construye un campo de fuerza alrededor del área con su dispositivo de rayo tractor y asume el control de la nave. Permite que uno de los ingenieros, el Sr. Shimoda (Benjamin W.S. Lum), que actúa como un niño, entre en el campo de fuerza. El Sr. Shimoda logra quitar todos los chips isolineales de la estación de control del motor y juega con ellos como si fueran juguetes. A medida que la estrella supergigante colapsa, un fragmento es lanzado hacia un curso de impacto directo con las dos naves de la Federación y, sin los chips en su lugar, no pueden apartarse de su camino. La ingeniera jefe Sarah MacDougal (Brooke Bundy) logra desactivar el campo de fuerza de Wesley y se envían datos para reemplazar los chips. Informa que no tendrá suficiente tiempo. Wesley invierte el rayo tractor de la nave, repeliendo al Enterprise del Tsiolkovsky, dándoles los segundos adicionales necesarios para que Data reemplace los chips y permitiendo que la nave se aparte del camino. La tripulación se cura de la dolencia y Picard le da crédito parcialmente a Wesley por ayudar a prevenir un desastre.

## Producción
El creador de Star Trek: The Next Generation, Gene Roddenberry, quería incluir un episodio que revelara las motivaciones de los personajes a la audiencia al principio de la serie. Como base, recurrió al episodio de Star Trek: The Original Series "The Naked Time." El productor ejecutivo Rick Berman describió el episodio como "un homenaje, no una copia" de "The Naked Time",  mientras que el director Paul Lynch lo describió como "un poco más adulto y mucho más cómico que el original".
"The Naked Now" se basa en un guion incompleto de Roddenberry para The Next Generation, titulado "Revelations". Las primeras escenas siguieron siendo en gran medida similares, pero en "Revelations", La Forge infectó a Yar mientras hacía insinuaciones sexuales fallidas hacia ella. En la serie original, la escritora D.C. Fontana escribió un nuevo borrador del guion con varios cambios adicionales que no lograron llegar a la entrega final. Estos incluyeron que Data rechazó las insinuaciones sexuales de Yar, la falta de privacidad de Troi debido a sus habilidades empáticas, la preocupación de Picard por las familias en el barco y el miedo de Riker de convertirse en un capitán de nave estelar solitario.
Brooke Bundy hizo su única aparición como la primera ingeniera jefe del Enterprise, Sarah MacDougal, en este episodio. El puesto de ingeniero jefe cambió de manos numerosas veces durante el resto de la primera temporada antes de que finalmente se le asignara a Geordi La Forge el puesto de forma permanente en la segunda temporada. Michael Rider hizo su primera aparición como jefe de transporte anónimo, pero su escena fue cortada en este episodio. Luego apareció en el mismo papel dos veces más antes de aparecer por última vez como el mismo guardia de seguridad.
El modelo SS Tsiolkovsky fue una réplica del USS Grissom de Star Trek III: La búsqueda de Spock (1984). Michael Okuda creó una placa de dedicación del barco para el Tsiolkovsky que afirmaba que había sido creado en la Unión Soviética. Posteriormente se envió una copia para su exhibición en el Museo Estatal de Historia de la Cosmonáutica Konstantin E. Tsiolkovsky en Kaluga, Rusia soviética. 

## Recepción
"The Naked Now" se emitió durante la semana que comenzó el 3 de octubre de 1987. Recibió calificaciones de Nielsen de 11,5, lo que refleja el porcentaje de todos los hogares que vieron el episodio durante su franja horaria. Esto fue más bajo que el piloto, pero más alto que los siguientes episodios hasta "Lonely Among Us" en octubre de 1987.  
La reacción inicial de algunos fanáticos fue consternación, ya que surgieron preocupaciones de que The Next Generation continuaría levantando historias de la serie original. El escritor Maurice Hurley dijo sobre "The Naked Now": "No me gustó ese programa en absoluto. Simplemente no fue muy bueno. Sin embargo, lo que sí demostró fue que el nuevo conjunto podía interactuar y que existían relaciones entre ellos que funcionaban, pero hacerlo era terrible. Era una premisa recalentada. ¿Por qué hacerlo?" El enlace entre Data y Yar se destacó como controvertido, y Data se refirió a sí mismo como "completamente funcional" en un sentido sexual.
Varios críticos volvieron a ver el episodio después del final de la serie. Keith DeCandido lo revisó para Tor.com, comparándolo con "The Naked Time" y afirmando que "no hay nada en este episodio tan entretenido como Sulu con el torso desnudo y una espada, y que Wesley sea un nerd en la sala de máquinas no está ni cerca de ser tan divertido como Riley cantando". Le dio al episodio una puntuación de dos sobre 10 y comentó: "rara vez es una buena idea hacer un episodio en el que todos actúan fuera de lugar como el segundo en salir, ya que no sabemos lo suficiente". acerca de estas personas por su comportamiento extraño para que sea significativo".El miembro del elenco Wil Wheaton volvió a ver el episodio para AOL TV, y lo resumió diciendo: "Si fue el peor episodio de todos los tiempos o no, probablemente dependió de las expectativas del espectador. Los trekkies que buscaban razones para odiar a The Next Generation encontraron muchas", mientras que "los espectadores que estaban dispuestos a verlo con la mente abierta vieron destellos de cosas que les encantaron ver" y le dieron una puntuación de D+.
James Hunt escribió sobre "The Naked Now" para el sitio web Den of Geek, afirmando que no podía entender por qué alguien querría mostrar a los personajes actuando fuera de lugar en sólo el segundo episodio (sin contar el piloto) de la serie, antes. los espectadores tenían una base para entender por qué el comportamiento de los personajes era anormal. Elogió la idea de conectar The Next Generation con la serie original al principio de la serie, pero también comentó: "como quiera que lo mires, este episodio es bastante horrible". Jamahl Epsicokhan en su sitio web Jammer's Reviews comentó: "hay una cierta cualidad memorable en este episodio, a pesar de su comedia cursi y exagerada", pero que "en última instancia, el programa es demasiado ridículo para su propio bien, pero al menos no es aburrido", otorgándole una puntuación de dos y medio sobre cuatro.
Al escribir para TrekNation, Michelle Erica Green pensó que el episodio habría mejorado si hubiera llegado unas temporadas más tarde, momento en el que los personajes eran más conocidos por la audiencia. También argumentó que la sinopsis de la trama habría funcionado mejor si se hubiera utilizado para un episodio de Star Trek: Voyager. Ella pensó que el episodio era "aburrido, porque ya sabemos cómo va a terminar, y es trivial, porque ya podemos ver con qué facilidad se puede desviar a esta tripulación de su deber".  Zack Handlen hizo una reseña de "The Naked Now" para The AV Club. Le dio al episodio una calificación de D-, y su crítica del episodio incluyó describir la escena con Yar y Data como "colosalmente mal juzgada", además de atacar la "tontería" de Wesley Crusher.  CBR clasificó las relaciones entre Data y Tasha Yar como una de las tres relaciones más "vergonzosas" en Star Trek, y señaló que el hecho de que Tasha se interesara por Data cuando estaba intoxicada por poliagua era incómodo. 
En 2016, SyFy incluyó este episodio en un grupo de episodios de la franquicia Star Trek que, en su opinión, no les gustaban, pero que "merecían una segunda oportunidad".
En 2016, el podcast 'The Greatest Generation', presentado por Benjamin Harrison y Adam Pranica, utiliza el personaje de Jim Shimoda mientras discuten cada episodio de la serie. En cada episodio, los presentadores identifican a su 'Shimoda borracho', basándose en criterios que incluyen actuar de manera extraña, divertirse mucho o comportarse como el de alguien ebrio.
En 2019, Screen Rant clasificó a "The Naked Now" como el sexto episodio más divertido de Star Trek: The Next Generation.
En 2020, GameSpot señaló que este episodio era uno de los más extraños de la serie.

## Lanzamiento en medios
El primer lanzamiento en medios domésticos de "The Naked Now" fue en casete VHS, apareció el 5 de septiembre de 1991 en los Estados Unidos y Canadá. A esto le siguió un lanzamiento en Laserdisc el 10 de octubre de 1991. El episodio se incluyó más tarde en la caja de DVD de la primera temporada de Star Trek: The Next Generation, lanzado en marzo de 2002, y luego lanzado como parte del Blu-ray de la primera temporada el 24 de julio de 2012.
Los episodios desde "Encounter at Farpoint" hasta "Datalore" se lanzaron en Japón en LaserDisc el 10 de junio de 1995, como parte de la Primera Temporada Parte 1. Esto incluyó el episodio de la primera temporada "The Naked Now", y el conjunto tiene una duración total de 638 minutos en múltiples discos de video ópticos de 12 pulgadas.